# Dino Wars
Dino Wars è un videogioco pubblicato nel 1990 per Amiga, Commodore 64 e MS-DOS, con protagonisti i dinosauri. È un gioco di strategia che ricorda gli scacchi, ma i risultati degli scontri tra due pezzi vengono decisi da combattimenti d'azione, come nel classico Archon.
Comprende anche un'enciclopedia illustrata con informazioni varie sul mondo dei dinosauri, in inglese o tedesco (fu perlomeno annunciata un'edizione in italiano, di cui non è confermata l'esistenza).
Nella versione Commodore 64 il gioco strategico è molto semplificato e del tutto indipendente da quello d'azione; inoltre ne uscirono due versioni, una con combattimenti simili ad Amiga/DOS e una con minigiochi di vario genere.
Non ha legami con un omonimo Dino Wars per TRS-80 CoCo, semplice picchiaduro del 1980, né con Dino Wars: Tower Defense, un gioco online del 2015.

## Modalità di gioco
Il gioco principale è una battaglia tra due gruppi di 17 dinosauri, ciascuno comprendente diverse specie, controllati da due giocatori o contro il computer. Ciascuna fazione è rappresentata da pezzi su una scacchiera 10x9 vista dall'alto e come obiettivo deve recuperare il proprio uovo, anch'esso un pezzo sulla scacchiera, che è stato rubato dal nemico.
Si può selezionare una modalità di gioco a turni, come negli scacchi, oppure in simultanea, con la possibilità di effettuare mosse a volontà.
Ogni tipo di dinosauro (8 in tutto) ha una propria capacità di movimento, e quando un dinosauro entra nella casella occupata da un avversario, comincia la sequenza d'azione che deciderà quale dei due sopravvive.
Il combattimento è un picchiaduro bidimensionale uno contro uno, visto di profilo, dove ogni specie di dinosauro ha caratteristiche differenti e tre attacchi a disposizione.
Si può scegliere tra varie scacchiere, e alcune caselle possono avere un tipo di terreno che influisce sui movimenti, ad esempio l'acqua è attraversabile solo da alcune specie. È presente anche un editor dei pezzi.
È inoltre possibile, dal menù principale, giocare direttamente un singolo combattimento fine a sé stesso, a tempo e a punti, tra due dinosauri a scelta. O viceversa, si può giocare solo il gioco strategico senza azione, facendo risolvere i combattimenti automaticamente al computer.
Su Commodore 64 il gioco strategico è molto semplificato sotto tutti i punti di vista ed è disponibile solo con risoluzione automatica dei combattimenti. Il gioco d'azione è presente solo come minigiochi a sé stanti selezionabili dal menù principale, per giocatore singolo. Le due versioni di Dino Wars uscite per Commodore 64 includono rispettivamente:
- Tre tipi di picchiaduro, ciascuno tra due dinosauri della stessa specie;
- Tyrannosaurus Battle (picchiaduro tra T-rex), The Life and Times of Rock Caveman e Egg Rescue (entrambi giochi in cui bisogna attraversare labirinti a schermata fissa infestati da nemici).